# Сінематон
Сінематон (фр. Cinématon) — 201-годинний фільм французького режисера Жерара Куранта. Він вважається одним з найдовших серед фільмів, що будь-коли виходили.
Створюваний понад 35 років (з 1978 по 2018), він складається з 3027 беззвучних епізодів (віньєток), кожен тривалістю по 3 хв 25 с, в яких показуються різні знаменитості, художники, журналісти та друзі режисера, при цьому протягом відведеного часу кожен робить те, що він хоче.